# Gabriel Gaudin
Gabriel Gaudin (* 24. August 1919 in Niort; † 28. April 1999 in La Roche-sur-Yon) war ein französischer Radrennfahrer.

## Sportliche Laufbahn
Gaudin war im Straßenradsport aktiv. Er begann 1936 als Amateur mit dem Radsport.
Von 1943 bis 1956 war er Unabhängiger und Berufsfahrer. 1943 gewann er das Eintagesrennen Paris–Tours vor Achiel Buysse sowie Paris–Nantes. 1952 wurde er Zweiter bei Bordeaux–Saintes hinter Pierre Gaudot. In der Tour des Deux Sèvres siegte er 1951, 1953 bei Nantes–Angers–Nantes, im Circuit de la Vienne war er 1953 erfolgreich. Dazu kamen einige Siege in französischen Eintagesrennen und Kriterien.
Bei Bordeaux–Saintes wurde er 1952 Zweiter, 1956 in der Tour de la Dordogne ebenfalls Zweiter.

## Familiäres
Sein Sohn Michel Gaudin war ebenfalls Radrennfahrer.